# Nathan Cleverly
Nathan Cleverly (* 17. Februar 1987 in Caerphilly, Wales) ist ein ehemaliger britischer Profiboxer und ehemaliger Weltmeister der WBO und WBA im Halbschwergewicht.

## Karriere
Als Amateurboxer hatte er eine Bilanz von 32 Siegen bei nur vier Niederlagen. Sein größter Erfolg war dabei der Gewinn der Goldmedaille bei den 4 Nation Championships, das zwischen den besten Boxern von Wales, England, Schottland und Irland ausgetragen wurde.
Cleverly boxte von Anfang an gegen starke Gegner um schnell in den Ranglisten aufzusteigen. Seinen ersten Profikampf absolvierte er am 23. Juli 2005 gegen den in 100 Profikämpfen erfahrenen Ernie Smith und gewann nach Punkten. In seinem zweiten Kampf siegte er ebenfalls nach Punkten gegen den Midlands-Meister Darren Gethin. Am 14. Oktober 2006 gewann er durch technischen K. o. in Runde 5 gegen den ungeschlagenen, späteren Britischen Meister Tony Quigley. Am 21. Juli 2007 folgte ein K.-o.-Sieg in Runde 6 über den mehrfachen Ghana-Meister Ayitey Powers.
Am 10. Oktober 2008 gewann er den Commonwealth-Meistertitel durch einstimmigen Punktesieg gegen den ehemaligen WBU-Weltmeister Tony Oakey und verteidigte den Titel dreimal durch K. o. gegen Douglas Otieno, Samson Onyango und Billy Boyle. Am 18. Juli 2009 boxte er gegen den ungeschlagenen, späteren Europameister Danny McIntosh um den zusätzlichen Titel des Britischen Meisters und gewann durch technischen K. o. in Runde 7. Anschließend verteidigte er seine beiden Titel noch gegen Courtney Fry.
Am 13. Februar 2010 wurde er neuer Europameister der EBU; er besiegte in London den Italiener Antonio Brancalion durch technischen K. o. in der 5. Runde. Am 18. September besiegte er in einem Titelausscheidungskampf um die Chance auf den WBO-Weltmeistertitel, den Interkontinentalen Meister der WBO, Karo Murat durch Technischen K. o. in Runde 10. Für Murat bedeutete dies die erste Niederlage seiner Profikarriere (22-0). Am 11. Dezember 2010 sicherte er sich die Interimweltmeisterschaft der WBO durch einstimmigen Punktesieg gegen Nadjib Mohammedi und wurde dadurch zum Pflichtherausforderer des amtierenden WBO-Weltmeisters Jürgen Brähmer.
Da Brähmer zwei von der WBO angesetzte Pflichttermine aufgrund angeblicher Erkrankungen und Trainingsverletzungen nicht wahrnahm, wurde ihm der WM-Titel entzogen und Cleverly am 19. Mai 2011 zum neuen WBO-Weltmeister ernannt. Seine erste Titelverteidigung am 21. Mai, gewann er durch technischen K. o. in der vierten Runde gegen den Polen Aleksy Kuziemski. Am 15. Oktober bestritt er seine zweite Titelverteidigung gegen den ungeschlagenen Commonwealth-Champion Tony Bellew (16-0) und gewann nach Punkten.
Am 25. Februar 2012 verteidigte er den Titel in Wales durch einstimmigen Punktesieg gegen den US-Amerikaner Tommy Karpency (21-2) sowie am 10. November 2012 durch t.K.o. gegen Shawn Hawk (23-2). Am 20. April 2013 gewann er einstimmig nach Punkten gegen Robin Krasniqi (39-2).
Schon am 17. August 2013 bestritt er seine nächste Titelverteidigung gegen den Russen Sergei Kowaljow (21-0). Dabei musste Cleverly bereits in der dritten Runde zweimal zu Boden und wurde in der vierten Runde schwer getroffen vom Ringrichter aus dem Kampf genommen. Er erlitt damit die erste Niederlage seiner Profilaufbahn und verlor seinen WBO-Titel, den er zuvor über zwei Jahre gehalten und fünfmal verteidigt hatte.
Im November 2014 unterlag er in Liverpool zudem gegen Tony Bellew (22-2). Eine weitere Niederlage erlitt er im Oktober 2015 nach Punkten gegen Andrzej Fonfara (27-3). Am 1. Oktober besiegte er in Neubrandenburg Jürgen Brähmer nach der sechsten Runde durch Abbruch, aufgrund einer Ellenbogenverletzung Brähmers, und gewann den regulären Weltmeistergürtel der WBA. Diesen verlor er in der ersten Titelverteidigung durch eine vorzeitige Niederlage an Badou Jack (21-1). Nach diesem Kampf gab er seinen Rücktritt vom Boxsport bekannt.